# الجمعية السورية للجراحة العظمية
الجمعية السورية للجراحة العظمية هي جمعية علمية طبية سورية تأسست عام 1972. كان أول رئيس لها هو الدكتور نادر توكل (في دورة 1973ـ1974).

## وصلات خارجية
موقع الجمعية على الشبكة الدولية للمعلومات (الإنترنت)